# Yūkō Tamanaha
Yūkō Tamanaha (玉那覇 有公, Tamanaha Yūkō), né le 22 octobre 1936 à Ishigaki dans la préfecture d'Okinawa, est un artisan et teinturier japonais. Il est désigné Trésor national vivant du Japon en 1996, le premier dans la catégorie « textiles ».
Après avoir terminé ses études, Yūkō Tamanaha travaille d'abord dans une aciérie. Puis il est formé par le maître teinturier Eiki Shiroma XIV, nommé par la préfecture gardien de la technique de teinture bingata, après qu'il a épousé sa fille unique Michiko. Après avoir complété sa formation, il ouvre son propre atelier dans le quartier Shuri de Naha en 1961. Sa technique bingata se caractérise par le fait qu'il applique différents motifs, généralement colorés, sur les deux côtés du tissu. Grâce à la coupe précise des  ?, Yūkō Tamanaha parvient avec les couleurs et les ombres à créer l'illusion de la lumière et du mouvement.
En plus de nombreuses récompenses, il reçoit en 1998 la médaille d'honneur à ruban pourpre et en 2006 l'Ordre du Soleil levant (classe du mérite officier).
En mai 1996, Yūkō Tamanaha est nommé Trésor national vivant du Japon pour sa technique de teinture bingata. Il est par ailleurs citoyen d'honneur de sa ville natale d'Ishigaki. Son fils Yūshō Tamanaha (né en 1968) est également maître teinturier et dirige un atelier à Yomitan.

## Source de la traduction
- (de) Cet article est partiellement ou en totalité issu de l’article de Wikipédia en allemand intitulé « Yūkō Tamanaha » (voir la liste des auteurs).